# 如果没有與你相遇 ～夏雪冬花～/星屑維納斯
《如果没有與你相遇 ～夏雪冬花～/星屑維納斯》（日語：あなたに出会わなければ ～夏雪冬花～/星屑ビーナス）是日本女性歌手Aimer的第4張單曲。2012年8月15日由DefSTAR Records發行。

## 解說
《如果没有與你相遇 ～夏雪冬花～/星屑維納斯》是自從Aimer的上一張單曲《飄雪的街道/冬天的鑽石》以來，同時是第2張以兩A面形式發表的單曲。
同名標題曲「如果沒有與你相遇 ～夏雪冬花～」曾在被選為2012年7月至9月於富士電視台noitaminA時段播出的電視動畫《夏雪之約》片尾主題曲使用，也是自Aimer的第2首noitaminA動畫搭配歌曲。另一首A面歌曲「星屑維納斯」稍早同樣被選為2012年3月至5月在富士電視台TWO播出的電視劇《這麼奢侈的愛情會降臨到我身上嗎？》主題曲使用，至於B面歌曲「Breaking Up Is Hard to Do」同樣被當作同名電視劇的插入歌使用。因此所有的收錄歌曲都有商業搭配使用。
販售形式有初回限定盤、通常盤、期間生產限定盤共三種。另外首次上市有贈送印有星空圖樣的托盤，只有前往［東京、大阪天文展示現場］的活動參加者可購得。

## 收錄歌曲

### CD
1. 如果没有與你相遇 ～夏雪冬花～（あなたに出会わなければ ～夏雪冬花～） (6:00)
作詞：aimerrhythm，作曲：百田留衣（日语：百田留衣），編曲：玉井健二（日语：玉井健二）、百田留衣
2. 星屑維納斯（星屑ビーナス） (4:12)
作詞：aimerrhythm，作曲：飛內將大，編曲：玉井健二、飛内將大
3. Breaking Up Is Hard to Do（英语：Breaking Up Is Hard To Do） (2:22)
作詞、作曲：尼爾·薩達卡、霍華德·格林菲爾德（英语：Howard Greenfield），編曲：玉井健二、古川貴浩
4. 如果没有與你相遇 ～夏雪冬花～ (TVsize) (1:32) ※只在期間生產限定盤收錄。
作詞：aimerrhythm，作曲：百田留衣，編曲：玉井健二、百田留衣

### 初回限定盤 DVD DFCL-1917
1. Aimer Premier Live (2012年6月8日 DIGEST)
2. 在無法入睡的寂寞夜晚（寂しくて眠れない夜は） (from Live at anywhere Vol.10 2012年5月13日)
3. 電視動畫「夏雪之約」無字幕版的片尾曲動畫

## 參加樂手
- 百田留衣：程式設計與樂器演奏  (M1)
- 飛内將大：程式設計與樂器演奏  (M2)
- 古川貴浩：程式設計與樂器演奏  (M3)

## 製作團隊
- 執行製作人：玉井健二
- Directed & Organized：鳥巢亮太、森岡英貴 (agehasprings)
- 音訊工程師：森真樹
- 混音師：Kenichi "NK-1" Nakamura (M-1)、關根青磁 (M-2)、森真樹 (M-3)
- 母帶工程師：茅根裕司
- 藝術方向&設計（日语：ディスクジャケット）：松田剛
- 攝影師：加藤新
- 造型師（英语：Wardrobe stylist）：赤石侑香
- 髮型化粧師（日语：ヘアメイクアーティスト）：大西明美
- 花：Yuuka Moriyama

## 發售日期一覧
| 發售地區 | 發售日期       | 出版唱片公司    | 規格         | 商品編號      | 備註                |
| -------- | -------------- | --------------- | ------------ | ------------- | ------------------- |
| 日本     | 2012年7月27日  | DefSTAR Records | 數位音樂下載 | 30202802      | RecoChoku           |
| 日本     | 2012年8月15日  | DefSTAR Records | 12cmCD + DVD | DFCL 1916/17  | 初回限定盤          |
| 日本     | 2012年8月15日  | DefSTAR Records | 12cmCD       | DFCL 1918     | 通常盤              |
| 日本     | 2012年8月15日  | DefSTAR Records | 12cmCD       | DFCL 1919     | 期間生產限定盤      |
| 日本     | 2012年11月7日  | DefSTAR Records | 數位音樂下載 | 576670787     | iTunes Store        |
| 日本     | 2012年10月1日  | DefSTAR Records | 數位音樂下載 | 4560429780120 | mora AAC-LC 320kbps |
| 日本     | 2013年10月23日 | DefSTAR Records | 數位音樂下載 | B00FQ5FGIK    | Amazon.co.jp        |
| 日本     | 2014年4月1日   | DefSTAR Records | 數位音樂下載 | A33417573     | RecoChoku           |
| 日本     | 2014年4月1日   | DefSTAR Records | 數位音樂下載 | 4560429780120 | mora AAC-LC 320kbps |
| 日本     | 2014年4月1日   | DefSTAR Records | 數位音樂下載 | B00FQ5FGIK    | Amazon.co.jp        |

## 商業搭配
| 曲名                              | 商業搭配                                                      |
| --------------------------------- | ------------------------------------------------------------- |
| 「如果没有與你相遇 ～夏雪冬花～」 | 富士電視台noitaminA時段電視動畫《夏雪之約》片尾主題曲         |
| 「星屑女神」                      | 富士電視台TWO電視劇《這麼奢侈的愛情會降臨到我身上嗎？》主題歌 |
| 「Breaking Up Is Hard To Do」     | 富士電視台TWO電視劇《這麼奢侈的愛情會降臨到我身上嗎？》插入歌 |

## 購入特典
- 『如果没有與你相遇 ～夏雪冬花～』雙面告知海報
- Tower Records原製「夏雪之約」&Aimer的另一張CD
- LAWSONHMV原製「夏雪之約」&Aimer的另一張CD
- TSUTAYA原製「夏雪之約」&Aimer的另一張CD
- SonyMusicShop原製「夏雪之約」&Aimer的另一張CD

## 外部連結
- YouTube上的Aimer「如果没有與你相遇 ～夏雪冬花～」MV （日語）
- YouTube上的Aimer「如果没有與你相遇 ～夏雪冬花～」from Live at anywhere Vol.14 "Sleepless Nights" 2012/10/6 （日語）
- YouTube上的Natsuyuki Rendezvous -NoitaminA Animation- 【Fuji TV Official】 （日語）
- YouTube上的電視動畫「夏雪之約」PV （日語）
- CD Journal Aimer / 如果没有與你相遇 ～夏雪冬花～ / 星屑維納斯 (CD+DVD) (限定)（页面存档备份，存于） （日語）
- CD Journal Aimer / 如果没有與你相遇 ～夏雪冬花～ / 星屑維納斯（页面存档备份，存于） （日語）
- CD Journal Aimer / 如果没有與你相遇 ～夏雪冬花～ / 星屑維納斯 (限定)（页面存档备份，存于） （日語）
- agehasprings 如果没有與你相遇 ～夏雪冬花～ Aimer （日語）
- quia 如果没有與你相遇 ～夏雪冬花～ Aimer（页面存档备份，存于） （日語）
- Arata Kato Photograpy  Aimer「如果没有與你相遇 ～夏雪冬花～」 （日語）
- 如果没有與你相遇 ～夏雪冬花～ / 星屑維納斯（页面存档备份，存于） （日語）－MusicBrainz